# The Ethical Slut
The Ethical Slut: A Guide to Infinite Sexual Possibilities (bra: Ética do Amor Livre: Guia Prático Para Poliamor, Relacionamentos Abertos e Outras Liberdades Afetivas) é um livro publicado em 1997 de não ficção escrito em inglês por Dossie Easton e Janet Hardy (a primeira edição do livro foi lançada sob o pseudônimo Catherine A. Liszt). Trata-se de um manual para abordar formas de relacionamentos amorosos e práticas sexuais não convencionais, como o poliamor e o sexo grupal. No livro, o termo vadia também é ressignificado.

## Conteúdo
As autoras definem o termo vadia (slut) como "uma pessoa de qualquer gênero que tem coragem de levar a vida de acordo com a proposição de que sexo é bom e o prazer faz bem para você". Desse modo, a semântica do termo é reapropriada e se afasta de de seu uso usual como pejorativo e rótulo para definir uma "mulher promíscua". Em vez disso, as autoras utilizam o termo vadia para descrever uma pessoa que aceita o prazer do sexo e o prazer da intimidade física com os outros e escolhe se envolver e aceitar isso de uma forma ética e aberta, em vez de usar uma máscara social.
The Ethical Slut descreve como organizar uma vida ativa com vários relacionamentos sexuais simultâneos de uma forma justa e honesta. Os tópicos debatidos no livro incluem como lidar com as dificuldades práticas como as oportunidades em encontrar e manter parceiros, manter relacionamentos com outras pessoas e estratégias de empoderamento pessoal.
O livro também aborda como a não monogamia consensual é tratada em diferentes subculturas, como nas comunidades gays e lésbicas, as informações sobre como lidar com a organização da rotina quando a pessoa se envolve com múltiplos parceiros, ciúme, comunicação, conflito em relacionamentos e dicas de etiqueta para encontros de sexo grupal.

## Adaptações

### Websérie
Em 2013, o diretor Ben Fritz lançou uma campanha de financiamento coletivo para produzir uma websérie inspirada no livro, com a supervisão das autoras deste, Easton e Hardy. Até 2016, quatro temporadas de The Ethical Slut haviam sida lançadas no YouTube, apesar dos desafios de financiamento enfrentados após a primeira temporada ser lançada. As quatro temporadas contém 50 episódios, cuja duração varia entre 4 e 9 minutos. A série acompanha duas amigas que decidem explorar relacionamentos abertos com a ajuda do manual The Ethical Slut.

### Peça teatral
Uma peça teatral inspirada em The Ethical Slut foi adaptada pelo dramaturgo John Sable e estreou em 2 de maio de 2008 no Broom Street Theatre (em Madison, Wisconsin), sob o título "Multiple O".

## Edições subsequentes
Em maio de 2007, as autoras Easton e Liszt divulgaram que estavam escrevendo conteúdo para uma segunda edição do livro, a qual incluiria mais informações sobre a comunicação em relacionamentos não convencionais e tópicos a respeito de comunidades virtuais poliamorosas. Ela foi publicada em março de 2009 com o título The Ethical Slut: A Practical Guide to Polyamory, Open Relationships & Other Adventures. Uma terceira edição foi lançada em agosto de 2017, intitulada The Ethical Slut, Third Edition: A Practical Guide to Polyamory, Open Relationships, and Other Freedoms in Sex and Love.
A terceira edição inclui entrevistas com "poli-millennials" (jovens que cresceram sem tantos preconceitos que as gerações anteriores enfretaram em relação a gênero, orientação, sexualidade e relacionamentos), homenagens aos pioneiros do poliamor e atualizações de temas como a assexualidade, profissionais do sexo e formas como os adeptos ao poliamor podem interagir.Também foi incluído novo conteúdo que aborda os relacionamentos não tradicionais além do paradigma poliamoroso de "mais de dois":  isso inclui os casais que não moram juntos, casais que não fazem sexo um com o outro, casais sem relacionamentos paralelos, casais compostos por indivíduos de estilos sexuais amplamente divergentes, disparidades de poder e relacionamentos de orientação romântica cruzada, além de ter adotado a linguagem neutra de gêneros gramaticais.

## Traduções
O livro foi traduzido e publicado em francês em abril de 2013, com o título "La Salope éthique: Guide pratique pour des relations libres sereines" pela Tabou Éditions. Em 2013 foi traduzido para o espanhol com o título de Ética promiscua pela Editorial Melusina. Em janeiro de 2014, uma tradução italiana foi publicada pela editora Odoya com o título "La zoccola etica: Guida al poliamore, alle relazioni aperte e altre avventure". Em maio de 2014, foi publicada uma tradução alemã pela editora Verlag, com o título "Schlampen mit Moral: Eine praktische Anleitung für Polyamorie, offene Beziehungen und andere Abenteuer". Uma tradução do livro para o russo foi publicada em 2006, com o título "Этика бл**ства". Em 2020, foi publicada no Brasil uma tradução em português do livro pela editora Elefante, com o título "Ética do Amor Livre: Guia Prático Para Poliamor, Relacionamentos Abertos e Outras Liberdades Afetivas".